# Radovna, Gorje
Radovna este o localitate din comuna Gorje, Slovenia, cu o populație de 10 locuitori.